# Station Weddel (Braunschw)
Station Weddel (Braunschw) (Haltepunkt Weddel (Braunschw)) is een spoorwegstation in de Duitse plaats Weddel, in de deelstaat Nedersaksen. Het station ligt de spoorlijn Braunschweig - Helmstedt, van deze spoorlijn takt iets buiten het station de lijn naar Fallersleben af.

## Indeling
Het station beschikt over een eilandperron, die niet zijn overkapt maar voorzien van abri's. Het perron is te bereiken vanaf de straat Bauernstraße via een voetgangerstunnel. In deze straat bevinden zich een parkeerterrein, een fietsenstalling en een bushalte.

## Verbindingen
De volgende treinseries doen het station Weddel (Braunschw) aan:
| Serie | Treinsoort                     | Route                                                                                          | Bijzonderheden                                                                    |
| ----- | ------------------------------ | ---------------------------------------------------------------------------------------------- | --------------------------------------------------------------------------------- |
| RB 40 | Regionalbahn (DB Regio Südost) | Braunschweig Hbf – Weddel (Braunschw) – Helmstedt – Eilsleben – Magdeburg Hbf – Burg – Genthin | Enkele treinen van/naar Genthin; Helmstedt - Burg 1x per twee uur in het weekend. |
| RE 50 | Regional-Express (enno)        | Hildesheim Hbf – Braunschweig Hbf – Weddel (Braunschw) – Wolfsburg Hbf                         |                                                                                   |